# Căpăt, Timiș
Căpăt este un sat în comuna Racovița din județul Timiș, Banat, România. Se află la 8 km nord-est de Buziaș și la 20 km vest de municipiul Lugoj. Are stație proprie la calea ferată Timișoara-Buziaș-Lugoj.

## Istorie

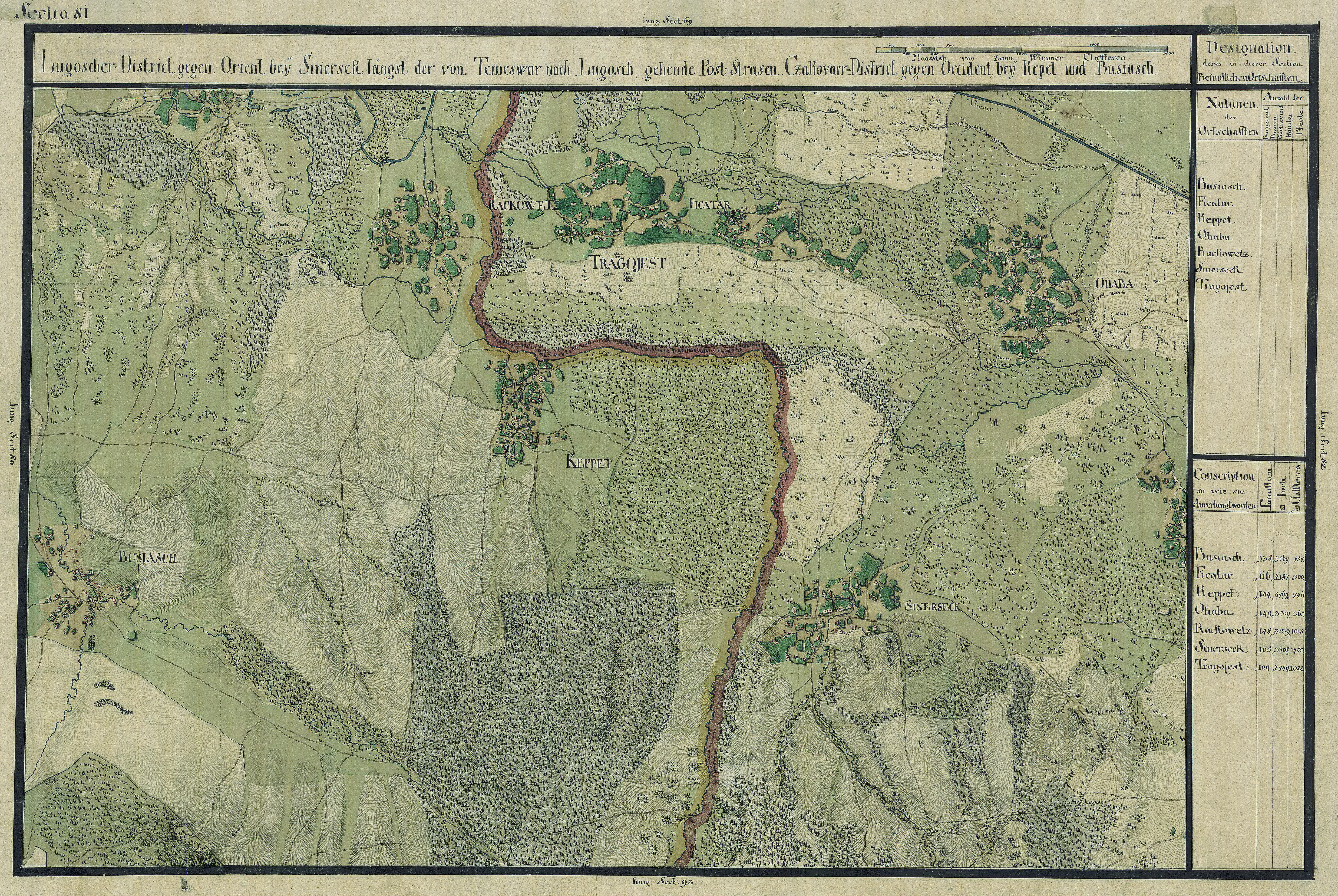
Căpăt în Harta Iosefină a Banatului, 1769-72

În Evul Mediu se numea Képed iar prima atestare documentară a satului datează din 1462, sub numele de Kisképed. Sub ocupația otomană ea era locuită de români, fapt relevat și de recenământul general organizat de austrieci în 1717, după ce au cucerit Banatul. Satul s-a construit la marginea pădurii Dumbrava, care în trecut făcea parte din codrii de stejar ai Silagiului, ce acopereau, până spre sfârșitul secolului XVIII, mii de hectare. Acest lucru a facilitat construcțiile din lemn, care să găsea din abundență. Biserica din lemn este monument istoric. 
Între 1830 - 1840, la Căpăt au fost colonizate câteva familii de slovaci provenind din regiunea Trencsen, care, cu timpul, s-au maghiarizat. Totodată, la 1850 s-au mai așezat germani și unguri. În ciuda eforturilor de colonizare și de maghiarizare, satul a continuat să fie majoritar românesc. Românii erau specializați în creșterea porcinelor. La 1881 avea 567 ortodocși și doar 82 de catolici. Numele oficial pe care l-a purtat în perioada 1860 - 1912 a fost Kepeth.

## Biserica
Aici există o Biserică Ortodoxă din lemn construită în secolul XVIII ce poartă hramul "Adormirea Maicii Domnului". Construită în 1736, are plan dreptunghiular cu absidă semicirculară nedecrosata și turn mic de pronaos. Picturi murale din 1778, recondiționate în 1810.

## Vezi și
- Biserica de lemn din Căpăt

## Imagini

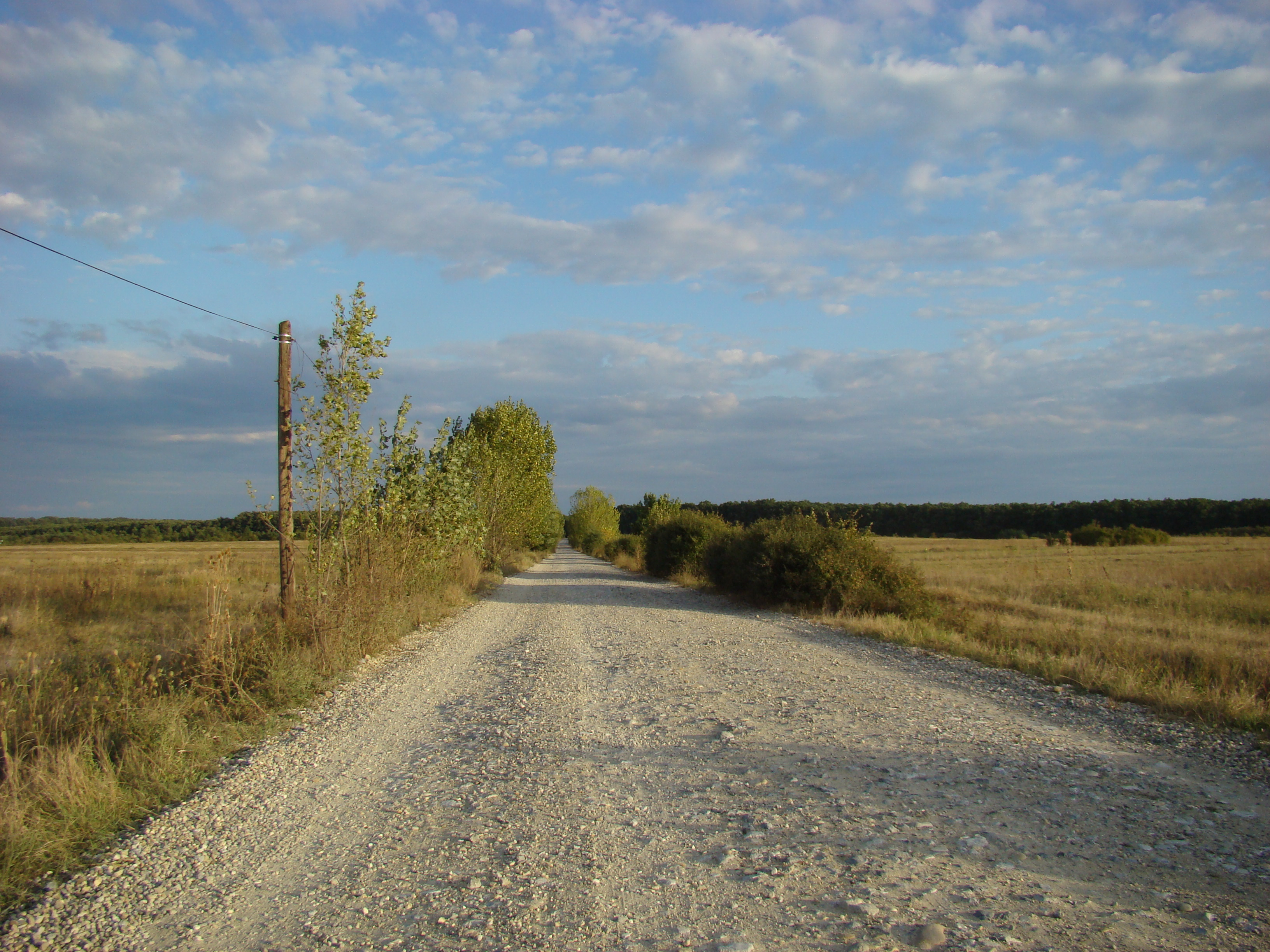
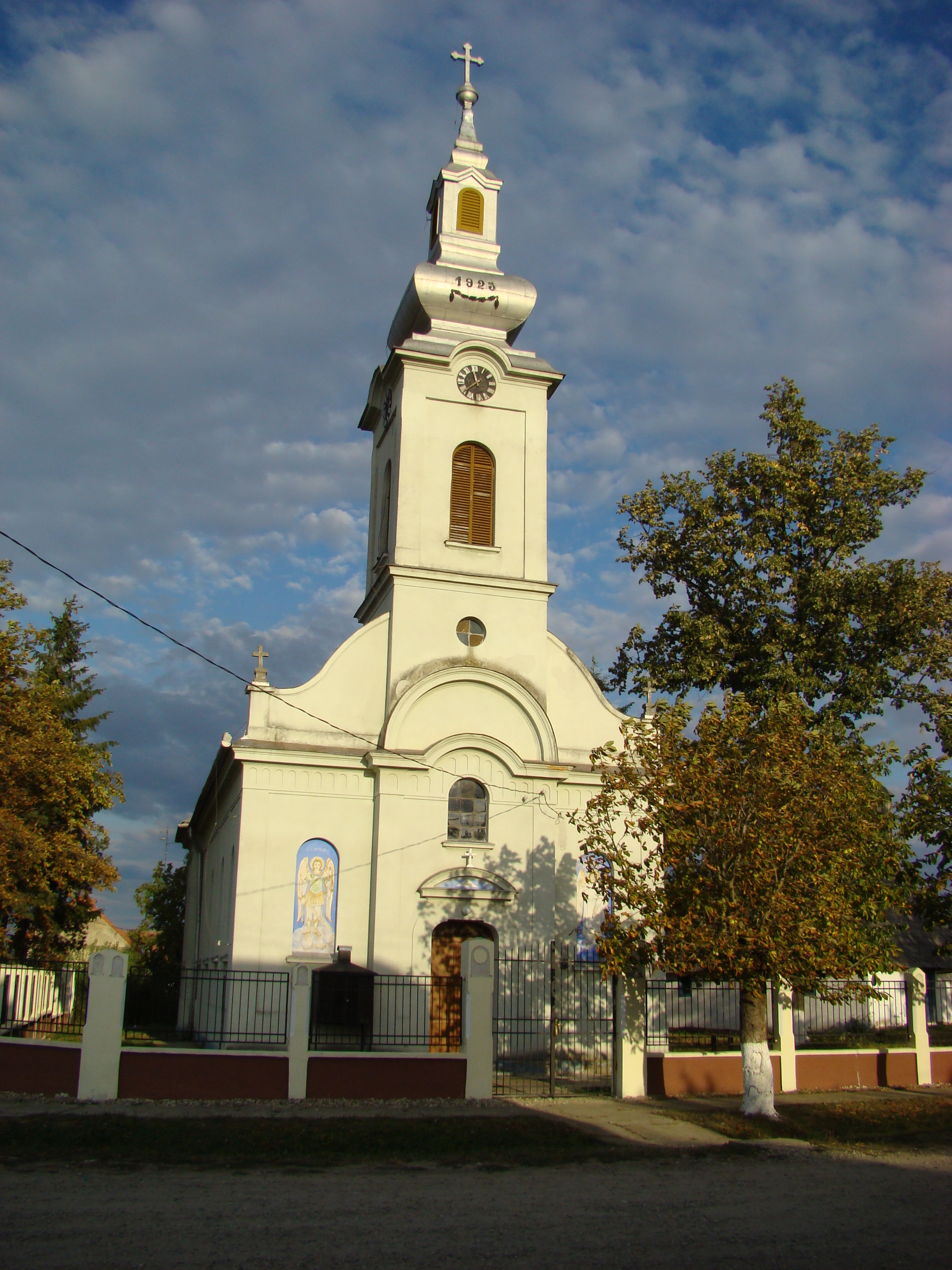
Biserica „Adormirea Maicii Domnului“ (1920)
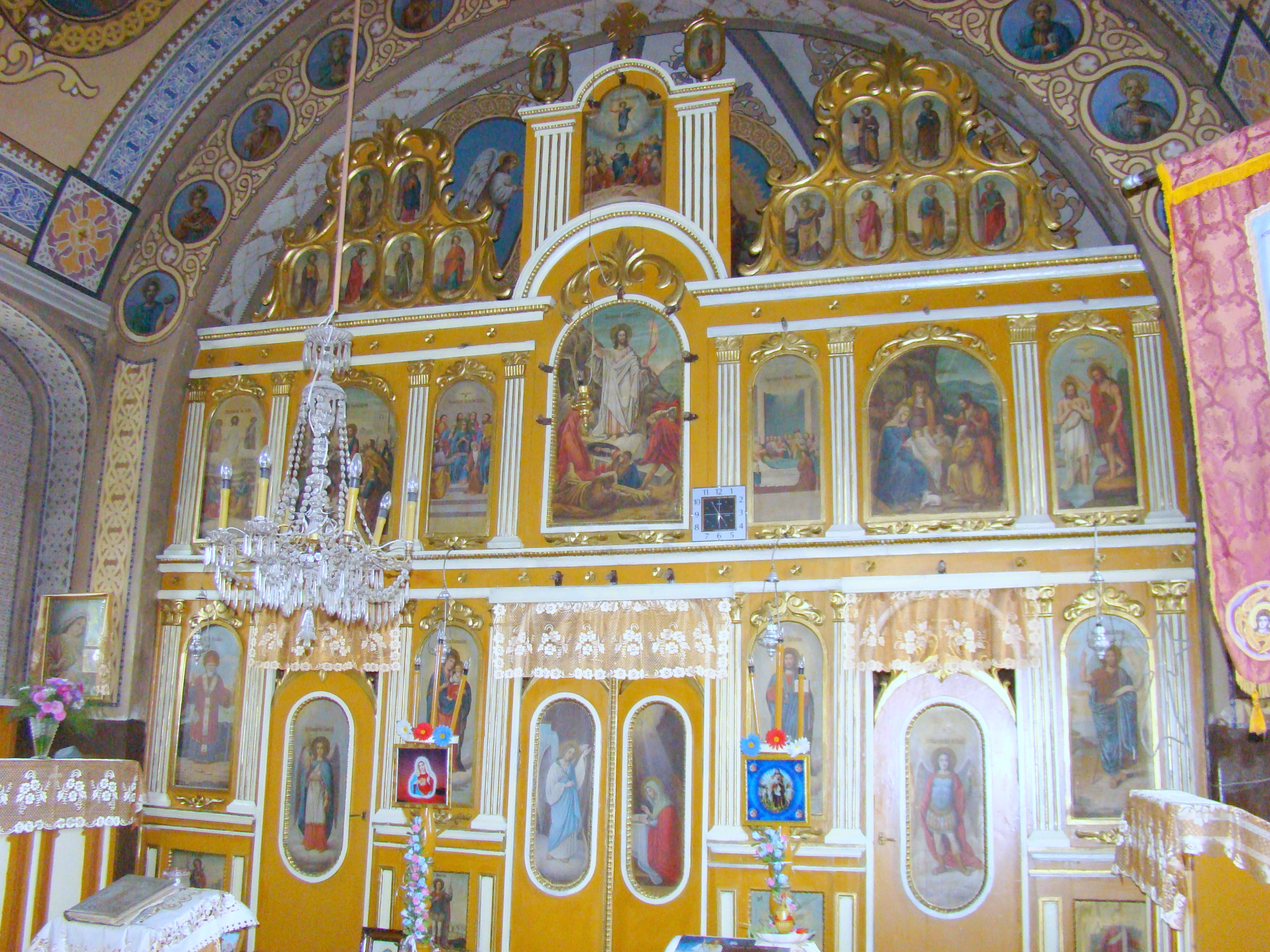
Biserica „Adormirea Maicii Domnului“ (iconostasul)
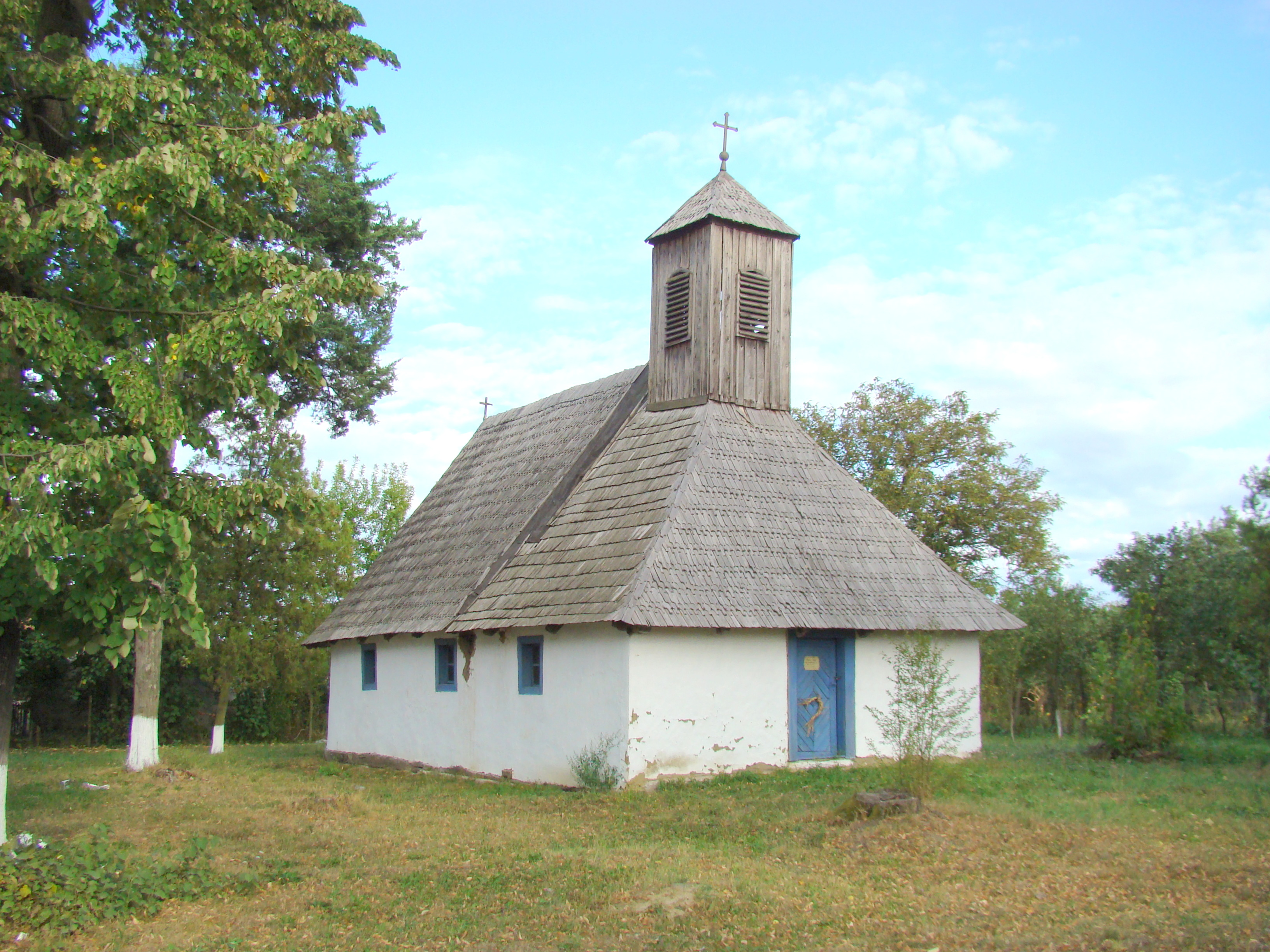
Biserica de lemn (monument istoric)